# Alan Blumenfeld
Alan Blumenfeld (Nassau County (New York), 4 september 1952) is een Amerikaanse acteur.

## Biografie
Blumenfeld begon in 1983 met acteren in de film WarGames. Hierna heeft hij nog meer dan 180 rollen gespeeld in televisieseries en films, zoals Growing Pains (1985), Family Ties (1984–1987), Life Goes On (1990–1992), The Flintstones (1994), The Practice (1997–1998), Becker (2001), Gilmore Girls (2002–2006), Heroes (2007–2008) en Crime Scene Investigation (2003–2010).
Blumenfeld geeft acteerles op het Pomona College in Claremont (Californië).

## Filmografie

### Films
Selectie:
- 2014 The Interview - als premier Israël
- 2008 Righteous Kill – als Martin Baum
- 2008 Pathology – als mr. Williamson
- 2007 While the Children Sleep – als Del Olson
- 2007 Jane Doe: Ties That Bind – als Bannister
- 2005 In Her Shoes – als mr. Stein
- 2003 Dickie Roberts: Former Child Star – als mr. Rollins
- 2002 The Ring – als Harvey
- 2001 Heartbreakers – als man op het benzinestation
- 1996 Jingle All the Way – als politieagent in warenhuis
- 1994 The Flintstones – als dubbelganger van Fred
- 1991 Problem Child 2 – als Aron Burger
- 1987 Innerspace – als man met camera
- 1987 Tin Men – als Stanley
- 1986 Jason Lives: Friday the 13th Part VI – als Larry
- 1983 WarGames – als mr. Liggett

### Televisieseries
Uitgezonderd eenmalige gastrollen.
- 2023 - 2024 Good Trouble - als Morrie - 10 afl.
- 2023 Hunters - als rabbijn Arnold - 2 afl.
- 2022 The Patient - als Chaim Benjamin - 3 afl.
- 2020 Space Force - als Schugler - 2 afl.
- 2014 - 2015 Murder in the First - als rechter Templeton - 3 afl.
- 2012 - 2013 Life@Large - als ?? - 6 afl.
- 2009 – 2010 CSI: Crime Scene Investigation – als Bernard Higgins – 2 afl.
- 2007 – 2008 Heroes – als Maury Parkman – 6 afl.
- 2006 – 2007 Smith – als Don Gardner – 2 afl..
- 2002 – 2006 Gilmore Girls – las David Barans – 4 afl.
- 2001 – 2004 The Division – als Ed Reynolds – 3 afl.
- 2001 – 2002 Philly – als rechter Paul DaCosta – 5 afl.
- 2001 Becker – als Vinny Deluca – 3 afl.
- 1997 – 1998 The Practice – als advocaat – 2 afl.
- 1997 Murder One: Diary of a Serial Killer – als Carl Runsdorf – miniserie.
- 1996 Saved by the Bell: The New Class – als mr. Russell – 2 afl.
- 1991 – 1993 Brooklyn Heights – als oom Willy – 7 afl.
- 1990 – 1992 Life Goes On – als John Katchadorian – 4 afl.
- 1990 – 1991 Equal Justice – als mr. Peterson – 2 afl.
- 1988 Just in Time – als Steven Birnbaum – 6 afl.
- 1986 – 1987 Family Ties – als George Bellack – 3 afl.
- 1986 – 1987 Sledge Hammer! – als dr. Warneke – 2 afl.
- 1985 Growing Pains – als Walter – 3 afl.
- 1983 – 1985 Hill Street Blues – als chauffeur – 3 afl.

### Computerspellen
- 2015 Fallout 4 - als Skinny Malone / Evan Watson / Clarence Codman
- 2012 The Darkness II - als stemmen
- 2006 Spy Hunter: Nowhere to Run – als IES-soldaat en Kyro en natuurkundige (stemmen)
- 2006 Daxter – als Brutter (stem)
- 2005 Psychonauts – als Boyd Cooper (stem)
- 2003 Jak II – als Brutter en Mug en Grim (stemmen)
- 2001 Jak and Daxter: The Precursor Legacy – als Willard (stem)
- 1998 Grim Fandango – als Glottis (stem)